# Gwangyang

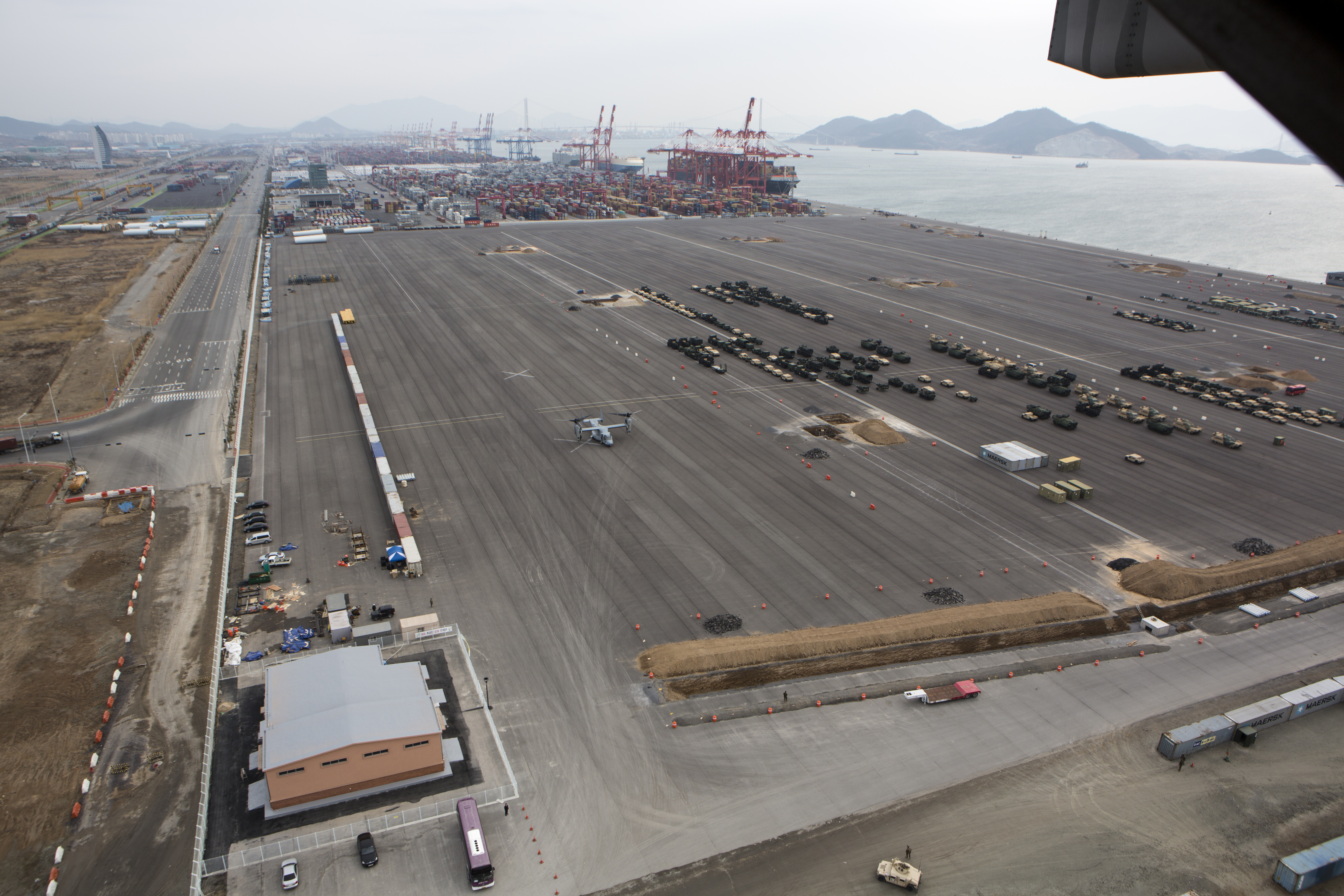
Der von der US Navy genutzte Gwangyang Port Terminal 2014

Gwangyang (koreanisch 광양시), abweichend auch Kwangyang, ist eine Großstadt in der südkoreanischen Provinz Jeollanam-do. In der Stadt steht das Gwangyang Steel Works des Stahlherstellers POSCO, welches das größte Werk seiner Art weltweit ist.
In Gwangyang entsteht seit 2004 eine Freihandelszone, die „Gwangyang Bay Area Free Economic Zone (FEZ)“. Diese konzentriert sich auf Containerhäfen, Stahlproduktion, Schiffswerften und Freizeitaktivitäten.
Der Gwangyang Port Terminal dient der US Navy zudem als wichtiger Anlegehafen.
In der Stadt ist der K-League Fußballverein  Chunnam Dragons beheimatet.

## Söhne und Töchter der Stadt
- Kim Ok-vin, Schauspielerin
- Kim Seung-kew (kor. 김승규), Leiter des National Intelligence Service (NIS)

## Städtepartnerschaften
- Linz in Österreich seit 1991